# Yui Sakakibara
Yui Sakakibara (榊原ゆい?, Sakakibara Yui; Hyōgo, 13 ottobre 1980) è una coreografa, ballerina, cantante, compositrice e doppiatrice giapponese.
È apparsa su Kōhaku Uta Gassen come ballerina di scena dietro Ami Suzuki nel 1999 e nel 2000. Ha utilizzato lo pseudonimo di Mayo Hinano (雛野 真代(まよ)?, Hinano Mayo) e altri nei suoi ruoli vocali precedenti alla sua carriera da solista. In Chaos;Head e Steins;Gate è accreditata come FES della band "Phantasm" (ファンタズム?).

## Doppiaggio

### Anime
1999
- Studentessa in Trouble Chocolate

2006
- Haruhi Kamisaka in Happiness!
- Hisako Kajiura in Otome wa Boku ni Koishiteru
- Leona Garstein in Super Robot Wars Original Generation: Divine Wars

2007
- Priecia in Prism Ark

2008
- Ayase Kishimoto in Chaos;Head
- Hamaji Yakumo in H2O: Footprints in the Sand

2009
- Kumaneko in Nyan Koi!

2010
- Leona Garstein in Super Robot Wars Original Generation: The Inspector

2012
- Mieru Ariake in Koi to Senkyo to Chocolate

#### OAV
2003
- Sister Petite-La in Papillon Rose

2007
- Kaguya Houraisan in Touhou Project Side Story: Hoshi no Kioku

2008
- Umi Hayasaka in Harukoi Otome
- Nono Nekomiya in Yotsunoha

2010
- Umezaemon Matsukaze in Mayo elle Otokonoko

#### Web Anime
2007
- Niina Mikage in Saishū Shiken Kujira

### Videogiochi
2009
- Kurumi Tachibana in Sakura Sakura

2015
- Sakuya in Stella Glow